# Albert Cohen (matematyk)
Albert Cohen (ur. 29 czerwca 1965 w Paryżu) – francuski matematyk, od 1995 profesor Laboratoire Jacques-Louis Lions (Sorbonne Université). Zajmuje się teorią aproksymacji, analizą harmoniczną, metodami numerycznymi, równaniami różniczkowymi cząstkowymi i statystyką.

## Życiorys
W latach 1984–1987 studiował w École polytechnique. W roku 1990 uzyskał  stopień doktora na Université Paris IX - Dauphine, promotorem doktoratu był Yves Meyer. Od 1995 jest profesorem w Laboratoire Jacques-Louis Lions.
Swoje prace publikował m.in. w „Constructive Approximation”, „Applied and Computational Harmonic Analysis”, „Foundations of Computational Mathematics”, „Journal of Mathematical Imaging and Vision”, „Annals of Statistics”, „Journal of the American Mathematical Society”, „Communications on Pure and Applied Mathematics” i „Duke Mathematical Journal”. Jest redaktorem m.in. „Foundations of Computational Mathematics”, „Constructive Approximation” i „Acta Numerica”. 
W 2002 roku wygłosił wykład sekcyjny na Międzynarodowym Kongresie Matematyków w Pekinie, w 2019 na konferencji Dynamics, Equations and Applications (DEA 2019), a w 2021 na European Congress of Mathematics. 
Laureat Prix Blaise Pascal z 2014 i Blaise Pascal Medal z 2020, w 2013 zdobył prestiżowy ERC Advanced Grant.  
Wczesne prace Cohena (biortogonalna falka Cohena-Daubechies-Feauveau) znalazły zastosowanie w kompresji obrazu (standard JPEG 2000).  